# Gintarė Krušnienė
Gintarė Krušnienė (geb. Jonušauskaitė; * 1984) ist eine litauische Beamtin, ehemalige Politikerin, Vizeministerin für Umwelt.

## Leben
Nach dem Abitur 2003 bei KTUG in der litauischen zweitgrößten Stadt Kaunas absolvierte Gintarė Jonušauskaitė von 2003 bis 2006 das Bachelorstudium Economics and business management bei Rīgas Ekonomikas augstskola (Stockholm School of Economics) in Riga (Lettland) und von 2009 bis 2010 das Masterstudium Umwelt- und Ressourcenmanagement an der Vrije Universiteit Amsterdam, Niederlande.
Von Juli 2007 bis August 2008 arbeitete Gintarė Krušnienė als HR-Spezialistin und von August 2008 bis August 2009 als Finanzanalystin im Telekommunikationsunternehmen UAB Bitė Lietuva. Von April 2010 bis August 2010 war sie Praktikantin am Lehrstuhl für Umweltökonomie am IVM-Institut für Umweltstudien. Von August 2011 bis Dezember 2011 arbeitete sie als externe Expertin für Klimawandel & Nachhaltiges Wirtschaften bei Public Policy and Management Institute in der litauischen Hauptstadt Vilnius. Von 2012 bis Juli 2014 war sie Expertin für Klimawandel und unternehmerische Nachhaltigkeit beim Baltischen Umweltforum Litauens.
Von Dezember 2017 bis April 2019 arbeitete Gintarė Krušnienė als Beraterin des Ministers am Umweltministerium der Republik Litauen und von Mai 2019 bis Dezember 2020 Beraterin des Ministers am Energiewirtschaftsministerium der Republik Litauen. Von Dezember 2020 bis August 2021 war sie stellvertretende Umweltministerin Litauens als Stellvertreterin von Simonas Gentvilas im Kabinett Šimonytė.
Gintarė Krušnienė ist verheiratet.